# Faustí Ballvé i Pallisé
Faustí Ballvé i Pallisé (Sants, 21 d'octubre de 1887 - Mèxic, 31 d'octubre de 1958) fou un advocat i polític català, diputat a les Corts Espanyoles durant la Segona República.

## Biografia
Faustí Ballvé va néixer a la vila de Sants, abans de l'agregació d'aquesta població a Barcelona de l'any 1897, fill de Josep Ballvé i de Dolors Pallisé i Mariné. Fou el segon fill de tres germans (Josep, Faustí i Lluís). Estudià dret a la Universitat de Barcelona, es va doctorar a la Universitat de Madrid, i va ampliar estudis a la Gran Bretanya i Alemanya, cosa que li va permetre treballar com a advocat al consolat alemany a Barcelona. Fou membre de l'Acadèmia de Jurisprudència i Legislació de Catalunya, de la Societat d'Estudis Econòmics de Barcelona, de la International Law Association i de la Societat de Dret Comparat de Berlín.
Va obtenir una beca a finals de 1910 per a poder fer estudis de Sociologia a Alemanya.
Es va casar el juliol de 1913 en Brentford, Middlesex, Anglaterra, amb l'alemanya Helene Kathe Muller Jaeckel (1887-1966), amb qui va tenir dos fills: Otger i Elena Dolors. Després va tornar a Barcelona, on es va establir com a advocat al carrer Mallorca.
El 1925 fou un dels fundadors a Catalunya del Partit Català d'Acció Republicana, que el 1935 es transformà en Partit Republicà d'Esquerra, secció catalana de la Izquierda Republicana de Manuel Azaña, amb el que fou elegit diputat per Barcelona ciutat a les eleccions generals espanyoles de 1936 dins del Front d'Esquerres. En acabar la guerra civil espanyola es va exiliar a Mèxic, mentre a Espanya el Tribunal de Responsabilitats Polítiques l'obria un expedient sancionador. Va arribar a Mèxic el 1942 a bord del vaixell Nyassa. En aquest país fou professor d'economia a l'Institut Tecnològic de Mèxic (ITM) i a la facultat de dret de la Universidad Nacional Autónoma de México (UNAM).

## Obres
- Libertad y economía (1954)
- Diez lecciones de economía (1956)
- Esquema de metodología jurídica (1956)
- Formulación procesal civil (1958)